# ميلتون إل. غريغ
ميلتون إل. غريغ (بالإنجليزية: Milton L. Grigg)‏ هو مهندس معماري أمريكي، ولد في 1905، وتوفي في 1982.